# Caenurgina latipes
Caenurgina latipes är en fjärilsart som beskrevs av Druce. Caenurgina latipes ingår i släktet Caenurgina och familjen nattflyn. Inga underarter finns listade i Catalogue of Life.